# Tsjernysjevskoje
Tsjernysjevskoje (Russisch: Чернышевское; Duits: Eydtkuhnen/ 1938-45 Eydtkau; Litouws: Eitkūnai) is een plaats (posjolok) in de oblast Kaliningrad in Rusland aan de grens met Litouwen.
Tot 1945 was Tschernysjevskoje een Duitse plaats in het toenmalige Oost-Pruisen en heette Eydtkuhnen. De plaats kwam tot bloei toen Eydtkuhnen grensstation werd tussen Pruisen en Rusland. Vanwege het verschil in spoorwijdte tussen Pruisen en Rusland moesten passagiers van de Nord Express tussen Sint-Petersburg en Parijs in Eydtkuhnen overstappen.
Eydtkuhnen was ook het eindpunt van de langste weg door Duitsland: de Reichsstraße 1 vanuit Aken.
Zowel in de Eerste als de Tweede Wereldoorlog werd Eydtkuhnen verwoest. Na de Tweede Wereldoorlog werd de Duitse bevolking verdreven en kreeg de stad zijn huidige naam. Het grensstation is inmiddels gesloten en een groot deel van de voormalige stad is met een muur afgesloten en in gebruik als kazerne en gevangenis.